# Custard (Süßspeise)

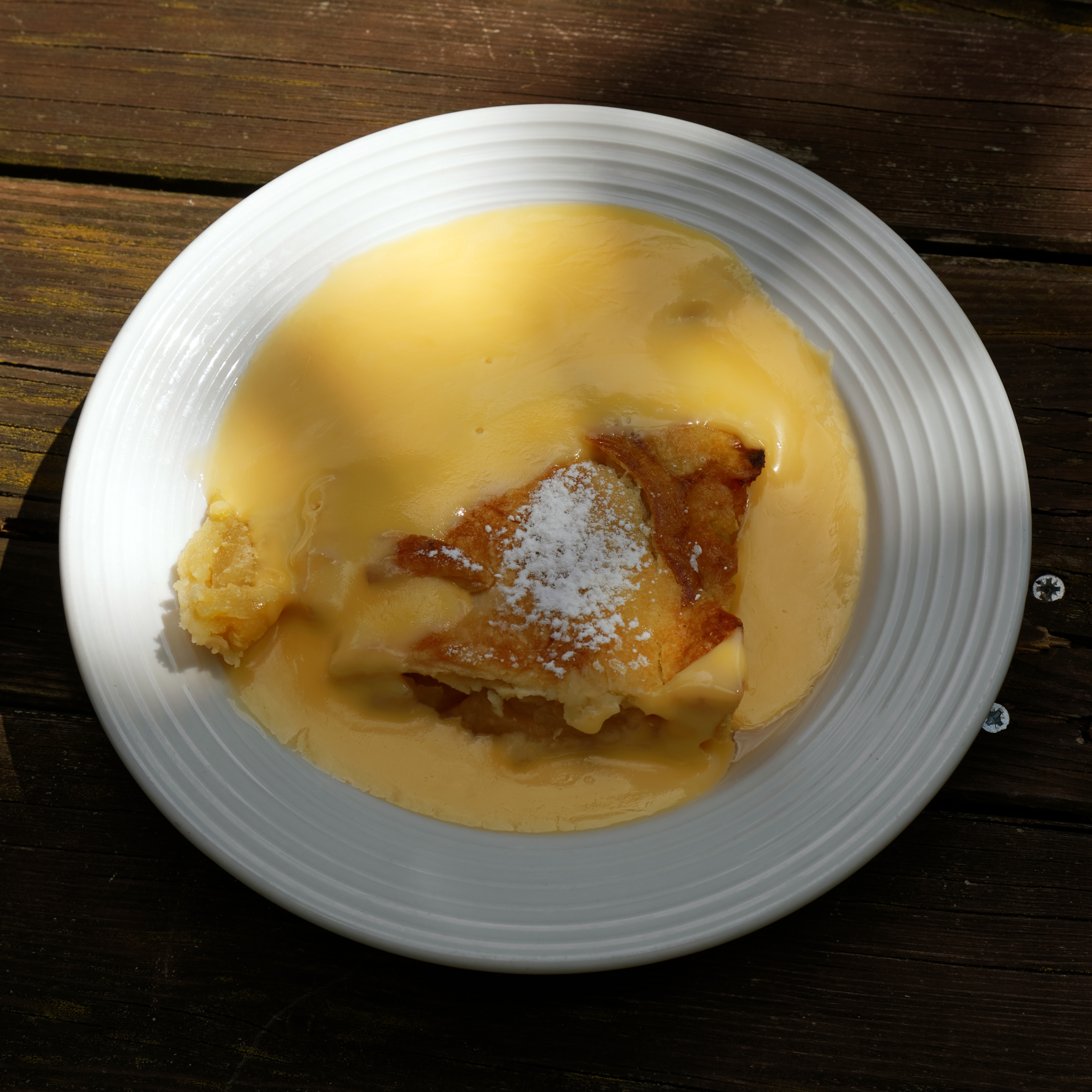
Apfel Pie mit Custard

Custard (ausgesprochen [ˈkʌs.tɚd]) ist ein englischer Küchenbegriff für verschiedene warme oder kalte Zubereitungen, die mit Eiern oder Eigelb hergestellt werden, gemeint sind hauptsächlich Süßspeisen aus Milch (oder Sahne) mit Eiern. Die englische Küche kennt eine Vielzahl Puddings oder Flammeris mit den verschiedensten Zutaten: Mandeln, Butter, Zitrone usw., die als Arten von Custards betrachtet werden.
Es gibt mehrere Grundtypen (gekochte, flüssige Saucen oder gebackene, feste Custards) und davon zahlreiche Variationen:
Crème anglaise wird warm oder kalt serviert und nur mit Eigelb eingedickt, während für die sogenannten Custard-Saucen auch Eiweiß verwendet wird, um einen volleren Eiergeschmack als bei der Englischen Creme zu erzielen. Custard-Saucen werden teils auch mit etwas Maisstärke eingedickt.
Custards können je nach Rezept auch im Wasserbad eingedickt oder im Backrohr gebacken werden, je höher die Eierzugabe, desto fester ihre Konsistenz. Beispiele sind Crème Caramel oder Crème brûlée. Weitere Custards sind Crème pâtissière und Sabayon.
Das Wort Custard stammt vom französischen Croustade (eine „Kruste“ aus Teig), in der im Spätmittelalter mit Milch verquirlte Eier oder Mischungen mit anderen Zutaten wie Zucker, Gewürzen, Früchten, Nüssen und Fleisch gebacken wurden. Im Mittelalter war ein Custard eine offene Tarte, ähnlich einer modernen Quiche, mit Fleisch, Fisch u. a. Im 17. Jahrhundert kamen gedeckte Tarten mit dekupierten Deckeln in Mode; sie wurden blindgebacken, bevor man die Eiercreme, den Custard, einfüllte.